# Смешанная парная сборная Венгрии по кёрлингу на колясках
Смешанная парная сборная Венгрии по кёрлингу на колясках — смешанная национальная сборная команда (составленная из одного мужчины и одной женщины), представляет Венгрию на международных соревнованиях по кёрлинг на колясках. Управляющей организацией выступает Ассоциация кёрлинга Венгрии (венг. Magyar Curling Szövetseg, англ. Hungarian Curling Association).

## Результаты выступлений

### Чемпионаты мира
| Год  | Место | Игры | Победы | Поражения | Состав (женщина, мужчина, тренер)                      |
| ---- | ----- | ---- | ------ | --------- | ------------------------------------------------------ |
| 2022 | 2     | 10   | 7      | 3         | Рита Шараи, Виктор Беке, тренер: Gergely Rozgonyi      |
| 2023 | 11    | 9    | 4      | 5         | Aniko Sasadi, Peter Barkoczi, тренер: Gergely Rozgonyi |
| 2024 | 16    | 6    | 1      | 5         | Aniko Sasadi, Peter Barkoczi, тренер: Gergely Rozgonyi |
| 2025 | 13    | 6    | 2      | 4         | Aniko Sasadi, Peter Barkoczi, тренер: Gergely Rozgonyi |

(данные отсюда:)